# Albin Johansson

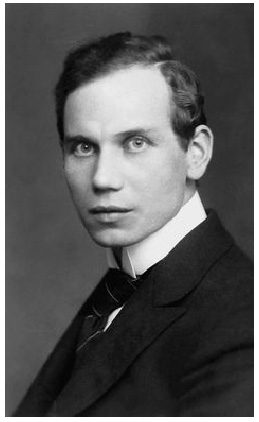
Albin Johansson, 1920

Karl Albin Abraham Johansson (* 11. Februar 1886 in Stockholm; † 28. August 1968 ebenda) war ein schwedischer Unternehmer. Er war von 1924 bis 1959 Generaldirektor sowie Vorsitzender des Vorstandes des schwedischen Genossenschaftsunternehmens Kooperativa Förbundet (KF).

## Leben
Albin Johansson begann seine Berufslaufbahn mit 14 Jahren als Lehrling in der Militärausstattungsfirma MEA (Militärekiperingsaktiebolaget). 1903 trat er in die Konsumgenossenschaft Tanto in Süd-Stockholm ein und nahm in der Folge einen steilen Aufstieg innerhalb der Konsumgenossenschaftsbewegung. 1907, mit erst 21 Jahren, wurde er Leiter der Revisionsabteilung des Kooperativa Förbundet. Nach einer Studienreise nach Deutschland überzeugte er 1913 einige konkurrierende Genossenschaften, sich zur Großgenossenschaft Konsum Stockholm zusammenzuschließen.
Der überzeugte Freihändler und Gegner der in Schweden mächtigen Monopole und Kartelle etablierte sich früh als wirtschaftlicher Troubleshooter und charismatische Führungspersönlichkeit. Von den 1920er Jahren bis zum Ende der 1950er Jahre dominierte er die Großeinkaufsgesellschaft KF und baute mit einem Team engagierter Mitarbeiter einen preislich aggressiv auftretenden Großkonzern auf, dessen marktbelebende Aktivität auch von Liberalen anerkannt wurde.
Johanssons berühmteste Aktion war der Kampf gegen das internationale Glühlampenkartell, das von KF 1930 durch die Eigenproduktion von Luma-Lampen herausforderte. 1931 begann KF auch seine eigenen Registrierkassen zu bauen (Hugin – nach einem Patent des Ingenieurs Birger Högfors). Hugin-Kassen wurden zum ersten Exportprodukt von KF. Johnson war stark an Technik interessiert, und deshalb auch langjähriger Vorsitzender des schwedischen Erfinderverbands. Der Autodidakt mit minimaler Schulbildung zeigte sich aber auch musik- und theaterinteressiert. 1956 erhielt er das Ehrendoktorat der Handelshochschule Stockholm.
In seinen späteren Jahren versuchte Johansson das Strukturproblem der föderalistisch strukturierten Genossenschaftsbewegung im Sinne einer Dominanz von KF über das Lagerhauswesen und die Logistik zu lösen, die Primärgenossenschaften wären demnach rein auf die Verkaufsaufgabe reduziert worden. Es gelang dem alternden Patriarchen aber nicht, diese an sich rationale aber einer machtpolitischen Selbstaufgabe der Eigentümer von KF entsprechende Lösung durchzusetzen.